# The War of Art
The War of Art è il secondo album del gruppo statunitense American Head Charge, pubblicato nel 2001 dalla casa discografica American Recordings.

## Tracce
1. A Violent Reaction – 4:12
2. Pushing the Envelope – 3:13
3. Song for the Suspect – 4:11
4. Never Get Caught – 4:56
5. Self – 4:21
6. Just So You Know – 5:31
7. Seamless – 4:28
8. Effigy 23 – 4:10
9. Americunt Evolving Into Useless Psychic Garbage – 2:33
10. Shutdown – 5:06
11. We Believe – 3:15
12. Breathe in, Bleed Out – 4:37
13. Fall – 4:29
14. Reach and Touch – 3:54
15. All Wrapped Up – 3:27
16. Nothing Gets Nothing – 5:30

## Singoli
- Just So You Know
- All Wrapped Up

## Formazione
- Cameron Heacock - voce
- Chad Hanks - basso
- Justin Fouler - tastiere
- Chris Emery - batteria
- David Rogers - chitarra
- Wayne Kile - chitarra
- Aaron Zilch - tastiere